# Mam nyelv
A mam nyelv egy főként Guatemala nyugati részén és Mexikó Chiapas államában közel 800 000 ember által beszélt, a maja nyelvcsaládba tartozó agglutináló nyelv. Maga a mam vagy man szó több maja nyelven is nagyapát, apát vagy őst jelent, de Guatemalában és Belizében így hívják a hegyi isteneket is, akik hitük szerint a veteményt öntözik.

## Története
Néhány nyelvészeti tanulmány szerint a mam nyelv eredetileg a mai Guatemala Huehuetenango megyéjéből terjedt el, amely területet időszámításunk előtt 2600 körül proto-maja törzsek lakták. Mivel a mam a jukaték-maja és a vaszték nyelvvel együtt a legnagyobb különbözőséget mutatja a többi maja nyelvtől, ezért feltételezhető, hogy ez a három nyelv a proto-maja nyelvből kialakult nyelvek között a legősibbek között található. A mam nyelvből származik két jóval kevésbé elterjedt nyelv: az isil és az agvakaték.
A 21. század elejéig nem készült átfogó gyűjtemény a mam nyelv szavairól, és nem történtek eredményes kísérletek egy egységes nyelv létrehozására, a nyelvjárások közti különbségek kiküszöbölésére. Bár a Proyecto Lingüístico Francisco Marroquín, az Instituto Lingüístico de Verano és a La Academia de Lenguas Mayas de Guatemala is tett lépéseket hasonló célokért, csak részeredményeket értek el. 2003-ban a maja nyelveket kutató OKMA nevű intézet (Oxlajuuj Keej Maya’ Ajtz’iib’) kezdeményezésére újabb szótárkészítési munka kezdődött, amelynek eredményeként 4 év alatt elkészült az eddigi legteljesebb mam szótár, 6000 szó 15 000-nél is több jelentésével.
A bibliai Újszövetség mam nyelvre történő lefordítása már 1924-ben elkezdődött, de csak 2010-ben mutatták be San Juan Ostuncalcóban ünnepélyes keretek között az első elkészült köteteket. Így a mam lett Guatemala kilencedik indián nyelve, amire ezt a könyvet lefordították.

## Elterjedése

### Mexikóban

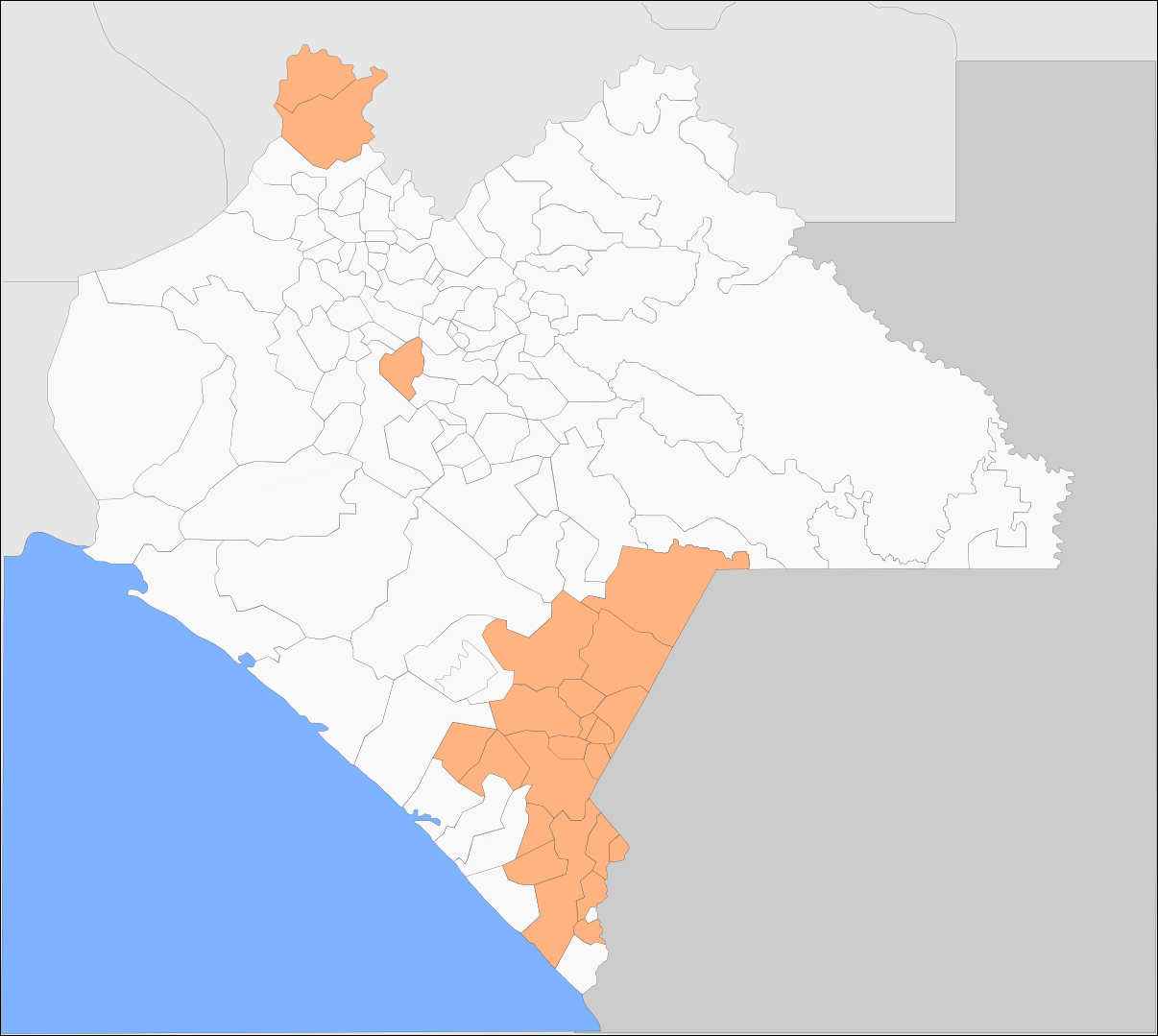
Chiapas községei, ahol a mam kisebbség jelen van

A mam nyelvet Mexikó három délnyugati államában, Campechében, Quintana Roóban és Chiapasban beszélik, de az első kettőben összesen csak néhány településen. A beszélők száma Chiapasban a legmagasabb, ezen államban két északi (Juárez és Reforma) és egy Centro régiói (Ixtapa) község mellett főként a délkeleti (guatemalai) határ mentén levő vidékeken élnek mamok: Sierra régióban Amatenango de la Frontera, Bejucal de Ocampo, Bella Vista, La Grandeza, Mazapa de Madero, Motozintla, El Porvenir és Siltepec, Soconusco régióban pedig Acacoyagua, Cacahoatán, Escuintla, Frontera Hidalgo, Huehuetán, Tapachula, Tuxtla Chico, Tuzantán és Unión Juárez községekben.
A 21. század elején 8000–10 000 körül változott a beszélők száma, és bár 2010-ben közel 3000-rel több mam nyelvet beszélő embert számláltak össze, mint 2000-ben, a nyelv Mexikóban mégis szinte a kihalás szélére sodródott, főként mivel beszélői többnyire kis településeken élnek, gyakran elszigetelve egymástól. A mam soconuscói és a határmenti változatát ráadásul az 5–14 éves gyermekek jóval alacsonyabb arányban beszélik már, mint az idősebbek. Bár ezzel ellentétben a déli és az északi változatot a fiatalok kicsit nagyobb arányban beszélik, tehát van utánpótlás, ám ezeket a nyelvjárásokat mindössze négy illetve kilenc településen beszélik.

### Guatemalában

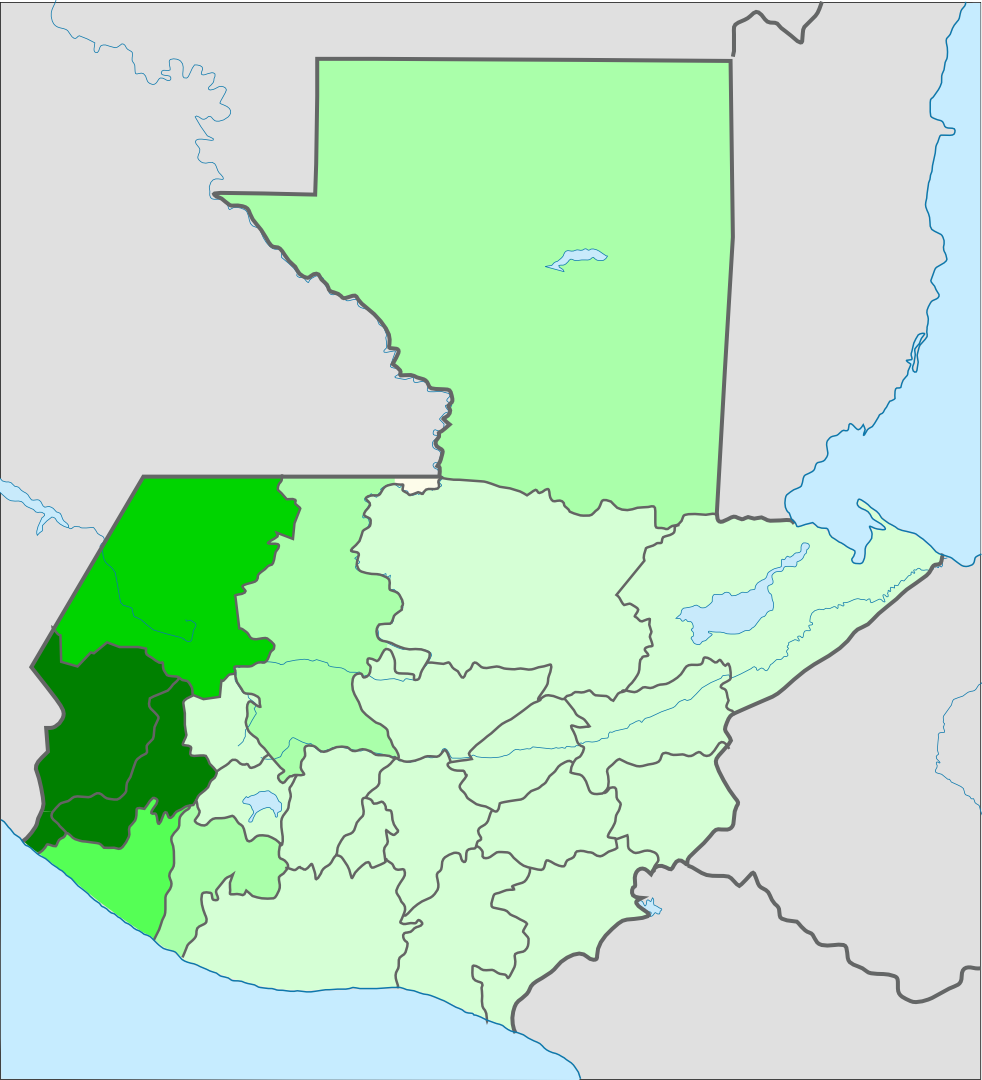
A mam nyelv beszélőinek aránya Guatemalában (2011)

A mam nyelv beszélőinek nagy többsége Guatemalában él, azon belül is az ország nyugati felén. Legnagyobb számban Huehuetenango megye (mam nyelven Chnab’jul) 20, Quetzaltenango megye (T-xoljub’ / T-xeljub’) 12 és San Marcos megye (T-xe Chman) 29 községében használják.
A beszélők aránya és száma 2011-ben az egyes megyékben a következő volt:
| Megye          | Teljes lakosság (ezer fő) | Beszélők aránya | Beszélők száma (ezer fő) |
| -------------- | ------------------------- | --------------- | ------------------------ |
| Alta Verapaz   | 1119,8                    | 0,0%            | 0,0                      |
| Baja Verapaz   | 268,6                     | 0,1%            | 0,3                      |
| Chimaltenango  | 606,0                     | 0,0%            | 0,0                      |
| Chiquimula     | 368,0                     | 0,0%            | 0,0                      |
| El Progreso    | 157,5                     | 0,1%            | 0,2                      |
| Escuintla      | 702,5                     | 0,2%            | 1,4                      |
| Guatemala      | 3134,3                    | 0,7%            | 21,9                     |
| Huehuetenango  | 1150,5                    | 18,3%           | 210,5                    |
| Izabal         | 410,8                     | 0,2%            | 0,8                      |
| Jalapa         | 314,1                     | 0,0%            | 0,0                      |
| Jutiapa        | 434,2                     | 0,0%            | 0,0                      |
| Petén          | 628,4                     | 2,2%            | 13,8                     |
| Quetzaltenango | 792,4                     | 23,2%           | 183,8                    |
| Quiché         | 955,7                     | 1,3%            | 12,4                     |
| Retalhuleu     | 303,0                     | 9,4%            | 28,5                     |
| Sacatepéquez   | 316,7                     | 0,2%            | 0,6                      |
| San Marcos     | 1022,0                    | 27,5%           | 281,0                    |
| Santa Rosa     | 344,9                     | 0,0%            | 0,0                      |
| Sololá         | 430,6                     | 0,0%            | 0,0                      |
| Suchitepéquez  | 482,6                     | 1,3%            | 6,3                      |
| Totonicapán    | 472,6                     | 0,1%            | 0,5                      |
| Zacapa         | 221,4                     | 0,1%            | 0,2                      |
| Összesen       | 14636,5                   | 5,2%            | 762,3                    |

## Ábécé
A mam nyelv La Academia de las Lenguas Mayas de Guatemala (ALMG) által egységesített, majd a La Comunidad Lingüística Mam (COLIMAM) által módosított ábécéje az alábbi 32 betűt tartalmazza (betűnek számítva az önálló ’ jelet is):
a, b’, ch, ch’, e, i, j, k, k’, ky, ky’, l, m, n, o, p, q, q’, r, s, t, t’, tx, tx’, tz, tz’, u, w, x, ẍ, y és ’
Közülük 19 egyszerű mássalhangzó (ch, j, k, ky, l, m, n, p, q, r, s, t, tx, tz, w, x, ẍ, y, ’), 8 glottalizált mássalhangzó (b’, t’, ky’, k’, q’, tz’, ch’, tx’) és 5 magánhangzó (a, e, i, o és u).

## Kiejtés

### Mássalhangzók
Az egyszerű mássalhangzók kiejtése a következő táblázatban látható, a ’ aposztrófjeles glottalizált mássalhangzók ejtése után a hangszalagrés (glottisz) összezárásával torokból lökött pukkantás következik. Némelyik nyelvjárásban előfordul, hogy a j hangot [h]-nak ejtik, vagy hogy az n hangot [ŋ]-nek (mint az angol ng), vagy hogy a q’ hangot [ʛ]-nek (mint egy nyelés közben mondott, hátrébb képzett g).
| Betű | Kiejtés (IPA) | Közelítő magyar kiejtés                                          |
| ---- | ------------- | ---------------------------------------------------------------- |
| b’   | ɓ̥             | a b-hez hasonlít, de kevéssé zöngés, mintha „lenyelnék” a hangot |
| ch   | tʃ            | cs                                                               |
| j    | x             | erős h (mint a német Buch vagy az orosz хорошо)                  |
| k    | k             | k                                                                |
| ky   | kʲ            | kj                                                               |
| l    | l             | l                                                                |
| m    | m             | m                                                                |
| n    | n             | n                                                                |
| p    | p             | p                                                                |
| q    | q             | k (hátrébb képzett)                                              |
| r    | ɾ             | „legyintett” r                                                   |
| s    | s             | sz                                                               |
| t    | t             | t                                                                |
| tx   | tʂ            | cs (hátrahajlított vagy hátratolt nyelvvel)                      |
| tz   | ts            | c                                                                |
| w    | w             | nincs hasonló magyar hang (mint az angol w)                      |
| x    | ʂ             | s (hátrahajlított vagy hátratolt nyelvvel)                       |
| ẍ    | ʃ             | s                                                                |
| y    | j             | j                                                                |

A képzés helye és módja szerint a mássalhangzók az alábbi módon csoportosíthatók:
|                |              | Bilabiális | Alveoláris | Alveopalatális | Retroflex | Palatális | Veláris | Uvuláris | Glottális |
| -------------- | ------------ | ---------- | ---------- | -------------- | --------- | --------- | ------- | -------- | --------- |
| Zárhang        | Egyszerű     | p          | t          |                |           | ky        | k       | q        | ’         |
| Zárhang        | Glottalizált | b’         | t’         |                |           | ky’       | k’      | q’       |           |
| Zár-rés hang   | Egyszerű     |            | tz         | ch             | tx        |           |         |          |           |
| Zár-rés hang   | Glottalizált |            | tz’        | ch’            | tx’       |           |         |          |           |
| Réshang        | Egyszerű     |            | s          | ẍ              | x         |           |         | j        |           |
| Orrhang        | Egyszerű     | m          | n          |                |           |           |         |          |           |
| Folyékony hang | Oldalréshang |            | l          |                |           |           |         |          |           |
| Folyékony hang | Pergőhang    |            | r          |                |           |           |         |          |           |
| Félhangzó      | Egyszerű     | w          |            |                |           | y         |         |          |           |

### Magánhangzók
Az ábécében szereplő 5 magánhangzónak van rövid és hosszú változata, azonban ezt írásban nem különböztetik meg. Kiejtésük a magyarhoz hasonló, csak az a hang elülső ajakréses, vagyis a rövid á-nak felel meg, az e pedig a közepesen zárt e-nek. A magánhangzók a képzés módja szerint a következőképpen csoportosíthatók:
|         | Elülső nyelvállású    | Középső nyelvállású   | Hátsó nyelvállású |
| ------- | --------------------- | --------------------- | ----------------- |
|         | Ajakkerekítés nélküli | Ajakkerekítés nélküli | Ajakkerekítéses   |
| Zárt    | i                     |                       | u                 |
| Közepes | e                     |                       | o                 |
| Nyílt   |                       | a                     |                   |

## Nyelvtan
A mam nyelv alapvető szósorrendje ige–alany–tárgy, például az „A fiú ananászt eszik.” mondat fordítása Nlo’n k’wal witzti’. („Eszik fiú ananász”)
Gyakori, hogy a szavak a nyelvtani számtól és személytől, valamint attól függően, hogy az adott szó magán- vagy mássalhangzóval kezdődik illetve végződik, egy-egy előtagot és utótagot kapnak. Az előtagok két csoportja az A és a B csoport. A táblázatban ezek láthatók, ahol „/” jellel elválasztva több szerepel, ott a jel előtti(ek) a mássalhangzóhoz társuló(k), az azt követő(ek) a magánhangzóhoz társuló elő- vagy utótag(ok). Kerek zárójelben egyes nyelvjárások változatai szerepelnek (ezek részletezése a táblázat alatt olvasható), szögletes zárójelben pedig olyan előtagok, amelyek az igeidőtől is függenek (részletek az igékről szóló fejezetben).
|                     | A csoport előtag | B csoport előtag    | Végződés            |
| ------------------- | ---------------- | ------------------- | ------------------- |
| Én                  | n- / w-          | chin                | -e / -ye (-a / -ya) |
| Te                  | t-               | – [k, tz / k’, tz’] | -a / -ya            |
| Ő                   | t-               | – [k, tz / k’, tz’] | –                   |
| Mi (a hallgató nem) | q-               | qo                  | -e / -ye (-a / -ya) |
| Mi (a hallgató is)  | q-               | qo                  | –                   |
| Ti                  | ky- (k-, ch-)    | che’ (chi)          | -e / -ye (-a / -ya) |
| Ők                  | ky- (k-, ch-)    | che’ (chi)          | –                   |

Vannak olyan helyek (Huehuetenango megye, San Marcos megye nagy része), ahol az e és ye végződés helyett is a-t és ya-t alkalmaznak, sőt, van olyan nyelvtankönyv is, ami csak ezt a változatot tartalmazza.
Az A csoport ky előtagja helyett Quetzaltenango megye nagy részén csak k-t használnak, Huehuetenango néhány vidékén (főként Todos Santos Chucumatánban és San Pedro Nectában) pedig ch-t.
A B csoport többes szám második és harmadik személye esetén bizonyos nyelvjárásokban che’ helyett chi-t használnak.

### Főnevek
A nyelv a főnevek birtokosát az előbb ismertetett A csoport előtagjával és az utótaggal kiegészítve jelzi. A főnevek több csoportba sorolhatók az alapján, hogy ilyen esetben megváltozik-e a szótő, és ha igen, hogyan.
- A szabályos főneveknél nincs változás, például a ló mam nyelven chej, a lovam ncheje, a juh rit, a juhom nrite.
- Vannak olyan főnevek, ahol a szótő utolsó magánhangzója hosszúvá válik (bár ezt írásban nem jelölik), például jal (kukoricacső) → njale (kukoricacsövem), az első szóban rövid, a másodikban hosszú a-val ejtve.
- Vannak olyanok, ahol egy plusz magánhangzó vagy -el, -il, -al toldalék kerül be a szóba, például xyub’ (háló) → nxuyub’e (hálóm), chib’j (hús) → nchib’jile (húsom)
- Vannak (főként testrészek, ruhák nevei és rokonságot jelölő szavak), ahol a szótő végződése eltűnik, például q’ob’aj (kéz) → nq’ob’e (kezem), vagy mamb’aj (apa) → nmane (apám).
- Vannak rendhagyó főnevek, ahol teljesen megváltozik a szótő, például xnoq’al (takaró (alváshoz)) → ntxo’we (takaróm).
- Vannak olyanok, amelyek mindenképpen valaminek a „birtokai”, a birtokos nélkül szinte semmit sem jelentenek. Ezek is viselkedhetnek szabályosan (például lok’ (gyökér) → tlok’ (gyökere) → tlok’ tzaj (fenyő gyökere) → tlok’ ntzaje (fenyőm gyökere)) vagy rendhagyóan (például b’ech (virág) → tb’echil (virága) → tb’echil jatze (a matasano nevű fa virága) → tb’echil njatzeye (a matasanóm virága)).
- Vannak főnevek, amik nem szoktak birtokos alakban szerepelni, hiszen a természet alkotta őket és „senkiéi”, például muj (felhő), kya’j (égbolt), xlok’loj kya’j (villám) vagy xjaw (Hold). Igaz, például játékok vagy szertartások során, költeményekben ezek is előfordulhatnak birtokolva.

#### Többes szám
Általában nem szükséges a többes szám használata akkor sem, ha több dologról beszélnek (sem akkor, ha számnevet tesznek a főnév elő, például laq (tányér) → oxlaj laq (tizenhárom tányér)), de ha mégis ki akarják fejezni, hogy valamiből több van, akkor azt egy elétett txqan vagy qe szóval jelzik, például jun xjal (egy személy) → txqan xjal (néhány/több személy), jun wiẍ (egy macska) → txqan wiẍ (néhány/több macska).

#### Összetett főnevek
Vannak olyan összetett főnevek, amelyek két tagját egybe kell írni (például xmil (darab) + q’ob’aj (kéz) → xmilq’ob’aj (gyűrű) vagy q’an (sárga) + tze’ (fa) → q’antze’ (éger)): ezek ragozása semmiben sem különbözik a nem összetettektől. Vannak azonban olyanok, ahol a két tagot külön írják, ilyenkor a birtokot kifejező ragok az összetétel második tagjához járulnak, például: cheb’il b’utx (malom) → cheb’il nb’utxe (malmom). Ugyanez a helyzet azokkal az összetett főnevekkel, amelyek önmagukban is birtokos szerkezetek (az első szó alapesetben is egyes szám harmadik személyű birtokos ragjait kapta): tal ja (kulcs) → tal njaye (kulcsom).

#### Személynevek
A személynevek elé mindig oda kell tenni egy kis szócskát, ami az említett személy koráról és neméről, esetleg arról tájékoztat, hogy tisztelettel viszonyulunk-e hozzá. Ezek a szócskák a következők lehetnek:
| Szó         | Jelentése                                        |
| ----------- | ------------------------------------------------ |
| tat         | felnőtt, idős férfi, akit tisztelünk             |
| nan         | felnőtt, de nem nagyon öreg nő                   |
| ẍjo’q       | idős férfi                                       |
| txin        | fiatal lány, nálunk idősebb családtag vagy barát |
| q’a         | fiatal férfi, fiú                                |
| ne’         | kicsi gyermek, csecsemő                          |
| swe’j, qman | idős férfi                                       |
| qtxu        | idős nő                                          |

### Névmások
A mam nyelvben mutató és személyes névmásokat használnak.
| Mutató névmás  | Jelentése     |
| -------------- | ------------- |
| ajlu / ... lu’ | ez / ez a ... |
| ajchix, ajkin  | az            |

| Személyes névmás | Jelentése              |
| ---------------- | ---------------------- |
| aqine            | én                     |
| aya              | te                     |
| a                | ő                      |
| aqo              | mi (de a hallgató nem) |
| aqoye            | mi (a hallgató is)     |
| aqeye            | ti                     |
| aqe              | ők                     |

Van, ahol az aqine, az aqoye és aqeye helyett az aqina, aqoya és aqeya szavakat használják.

### Számnevek
A maják számírásukban a húszas számrendszert használják, nem kivétel ez alól a mam nyelv sem. Mindössze háromféle számjegyet használnak: az 1, az 5 és a 0 jelét. Egytől tizenkilencig az 1 és az 5 jeleivel írják a számokat, így tulajdonképpen a nulla mellett még tizenkilenc „összetett számjegyük” van. Minden nagyobb egész számot a húsz hatványainak többszöröseiből állítanak elő, például 1982 = 4 × 202 + 19 × 201 + 2 × 200, így ezt a számot egy 4-es, egy 19-es és egy 2-es számjeggyel írják fel.
A nulla neve mixti’x, a számok 1-től 20-ig:
| Szám 1–10 | Jele | Neve   | Szám 11–20 | Jele | Neve                              |
| --------- | ---- | ------ | ---------- | ---- | --------------------------------- |
| 1         |      | jun    | 11         |      | junlaj                            |
| 2         |      | kab’   | 12         |      | kab’laj                           |
| 3         |      | ox     | 13         |      | oxlaj                             |
| 4         |      | kyaj   | 14         |      | kyajlaj                           |
| 5         |      | jwe’   | 15         |      | o’laj                             |
| 6         |      | qaq    | 16         |      | waqaqlaj                          |
| 7         |      | wuq    | 17         |      | wuqlaj                            |
| 8         |      | wajxaq | 18         |      | wajxaqlaj                         |
| 9         |      | b’elaj | 19         |      | b’elajlaj                         |
| 10        |      | laj    | 20         |      | junk’al (napok esetén (jun)winaq) |

Az ennél nagyobb számok elnevezéséhez ahogy mi a tíz hatványainak adtunk nevet (száz, ezer, ...), úgy ők a 20 hatványait kellett, hogy elnevezzék:
| Hányadik hatvány | Értéke      | Maja jele | Neve mam nyelven |
| ---------------- | ----------- | --------- | ---------------- |
| 0                | 1           |           | jun              |
| 1                | 20          |           | k’al             |
| 2                | 400         |           | q’o’             |
| 3                | 8000        |           | ch’uy            |
| 4                | 160 000     |           | k’laj            |
| 5                | 3 200 000   |           | q’inb’il         |
| 6                | 64 000      |           | law              |
| 7                | 1 280 000   |           | jb’al            |
| 8                | 25 600 000  |           | tzab’            |
| 9                | 512 000     |           | k’ul             |
| 10               | 10 240 000  |           | xmu’s            |
| 11               | 204 800 000 |           | nitx’            |
| 12               | 4 096 000   |           | ku               |

Ha valamelyik hatványból 1 van, akkor ki kell tenni elé a jun szót, így tehát maga a 2012 szám (négybilliárd-kilencvenhatbillió) neve junku, és nem önmagában ku. Így például az előbb említett 1982 neve a következőképpen áll össze: négy + húsz második hatványa + tizenkilenc + húsz + kettő, azaz kyajq’o’ b’elajlajk’al kab’. Ezekkel a nevekkel a legnagyobb kifejezhető szám az, ha mindegyikből 19-et veszünk, azaz:
Ezen szám (nyolcvanegybilliárd-kilencszáztizenkilencbillió-kilencszázkilencvenkilencmilliárd-kilencszázkilencvenkilencmillió-kilencszázkilencvenkilencezer-kilencszázkilencvenkilenc) mam nyelven tehát b’elajlajku b’elajlajnit’x b’elajlajxmu’s b’elajlajk’ul b’elajlajtzab’ b’elajlajjb’al b’elajlajlaw b’elajlajq’inb’il b’elajlajk’laj b’elajlajch’uy b’elajlajq’o’ b’elajlajk’al b’elajlaj.
A sorszámneveket egy t- előtaggal és egy -in utótaggal képzik, például jwe’ (öt) → tjwe’in (ötödik), qaq (hat) → tqaqin (hatodik). Kivétel az első szó, ami rendhagyó: tnejil.

#### Kivonó módszer
Létezik a 20-nál nagyobb számok elnevezésére egy másik, az úgynevezett kivonó módszer is. Ennek lényege, hogy például a 23-ra nem azt mondják, hogy junk’al ox („20 + 3”, azaz „3 a 20-on felül”), hanem „3 a második húszasban”, azaz ox tuj kab’k’al, és ugyanígy a négyszázasok, nyolcezresek és a többi esetén is az eggyel nagyobb csoportot nevezik meg, hogy az adott szám abban van benne. Példa egy nagyobb számra: a 2 × 202 + 8 × 201 + 12 × 200 = 972 kivonó alakja kab’laj b’elajk’al tuj oxq’o’, azaz tizenkettő a kilencedik húszasban a harmadik négyszázasban.

### Viszonyt jelölő szavak
Ezek a szavak helyi vagy nyelvtani viszonyt jelölnek a mondatban. A főnevekhez hasonlóan felveszik az A csoport előtagjait és végződéseit, de vannak köztük olyanok, amikhez csak az egyes vagy többes szám harmadik személyű előtag járulhat.
A nyelvtani viszonyt kifejező szavak a következők:
| Szó            | Mit fejez ki                                                   | Példa                                        | Példa jelentése                                                         | Megjegyzés                                 |  |
| -------------- | -------------------------------------------------------------- | -------------------------------------------- | ----------------------------------------------------------------------- | ------------------------------------------ |  |
| ‑e             | részes eset, hangsúly, a cselekvés elszenvedője, birtokos eset | Xi woyine jun wexj te k’wal.                 | Egy nadrágot ajándékoztam a gyereknek.                                  | Csak harmadik személyű előtagot vehet fel. |  |
| ‑u’n           | cselekvő személye, műveltetés, cél- vagy eszközhatározó        | Wu’ne xb’aj b’ant ja.                        | Én építettem a házat.                                                   |                                            |  |
| ‑ib’           | visszahatás                                                    | Ma kub’ qb’uyi’n qib’e.                      | Összegyűltünk. („összegyűjtöttük magunkat”)                             |                                            |  |
| ‑uk’il, -uky’e | társ- vagy eszközhatározó, összehasonlítás                     | Ma saqchan tuk’il tk’wal.                    | A gyerekével játszott.                                                  |                                            |  |
| ‑i’j           | cselekvés elszenvedője                                         | Ma tz’ok tchan kyi’j.                        | Őket hibáztatta.                                                        |                                            |  |
| ‑ib’aj         | téma                                                           | Nqo ximine tib’aj kychwinqlal k’wal.         | A gyerekek életére gondolunk.                                           |                                            |  |
| ‑witz          | összehasonlítás                                                | B’anxch’intl u’j lu twitz juntl.             | Jobb ez a könyv, mint az a másik.                                       | Csak harmadik személyű előtagot vehet fel. |  |
| ‑tun’ntzan     | célhatározó                                                    | Qb’uyin kub’ qib’ tu’ntzan qkanin ti’j qxim. | Egyesüljünk, hogy elérjük céljainkat!                                   | Csak harmadik személyű előtagot vehet fel. |  |
| ‑tu’nj         | okhatározó                                                     | Tb’anil aq’unan xinaq jlu’ tu’nj ku’xinxix.  | A férfi nagyon jól dolgozik, mivel még fiatal. („Fiatalsága miatt ...”) |                                            |  |

A helyzeti viszonyt kifejező szavak a következők:
| Szó     | Mit fejez ki        | Példa                                      | Példa jelentése                                            | Megjegyzés                                 |
| ------- | ------------------- | ------------------------------------------ | ---------------------------------------------------------- | ------------------------------------------ |
| ‑txlaj  | mellett             | At jun tqan chulul ttxlaj ja.              | A ház mellett van egy zapote-cserje.                       |                                            |
| ‑i’jxi  | mögött              | Atz najlqiniye ti’jxi wizt.                | A hegy mögött lakom.                                       |                                            |
| ‑jaq’   | alatt               | Ma tz’okx ewin ich’ tjaq’ si’.             | Az egér a (tűzi)fa alá rejtőzött.                          |                                            |
| ‑xel    | helyett             | Ma che’ kub’ b’yo’n chmeky’ kyxel eky’.    | A tyúkok helyett a pulykákat ölték meg.                    |                                            |
| ‑ib'aj  | fölött              | Tzaj tz’aq tze’ wib’aje.                   | Rámdőlt a fa.                                              |                                            |
| ‑witz   | előtt, felszínén    | Kub’ we’ jun txkup nwitze.                 | Egy állat állt meg előttem.                                |                                            |
| ‑i’jile | körül               | B’a’n nok b’uyit tz’is ti’jile tqan kjo’n. | Jó összegyűjteni a szántóföld körül a szemetet.            |                                            |
| ‑ky’itz | mellett             | Atz wa’l Xwo’l kyky’itz tuk’il.            | Xwo’l a társai mellett áll.                                |                                            |
| ‑xe     | alján               | Ma kux tz’e’y chib’aj t-xe uk’il.          | A hús megégett a lábas alján.                              | Csak harmadik személyű előtagot vehet fel. |
| ‑xol    | között              | Ma tz’ok jun b’uyjtib’il kyxol k’wal.      | A gyerekek összegyűltek. („gyűlés volt a gyerekek között”) | Csak harmadik személyű előtagot vehet fel. |
| ‑tzi    | szélén, bejáratánál | Wa’l Nim Che’w ttzi tja.                   | Nim Che’w a háza bejáratánál áll.                          | Csak harmadik személyű előtagot vehet fel. |
| ‑txa’n  | szélén              | Ma tz’el t’aqj ttxa’n aqwil.               | Elszakadt a szalag vége.                                   | Csak harmadik személyű előtagot vehet fel. |
| ‑wi’    | rajta               | Ma wa’n Saqjumay twi’ meẍ.                 | Saqjumay az asztalnál evett.                               | Csak harmadik személyű előtagot vehet fel. |

### Melléknevek
A jelzőként használt melléknevek közvetlenül előzik meg a főnevet, ragozni nem kell őket. Ha kettőnél több jelző tartozik egy főnévhez, akkor vesszővel elválasztva kell őket felsorolni, az utolsó vessző helyett pedig egy ex (és) szót kell beszúrni. Például: Ma txi’ nlo’ne jun nuch, tx’am ex q’aynaq lanch. (Megettem egy kicsi, savanyú, rohadt narancsot.)
Ha a melléknév állítmányként szerepel, akkor is megelőzi a főnevet, de közéjük a főnév számának és személyének megfelelő előtaggal ellátott e’ szócskát kell tenni, például: Txa’x te’ trasni. (Az őszibarack zöld.), Nuch qe’ ẍiky. (A nyulak kicsik.)
A mam nyelvben csak egyetlen melléknévnek van többes száma: a nagy jelentésű nim szónak: a nimaq.

### Igék
Az igék idejét egy előtaggal jelzik: a távoli múlt (mai napnál régebben történt eseményekre) előtagja az o (vagy oje), a közelmúlté (mai eseményekre) a ma, a jelené (folyamatban levő eseményekre) a n, a jövőé pedig az ok (ha nagyon valószínű, hogy meg fog történni) vagy a k, ha későbbi, nem biztos eseményről van szó.
Ha az ige nem tranzitív (a cselekvés nem egy tárgyra irányul) az időt jelölő előtag után az alany személyének megfelelő B csoport-beli előtag következik, majd az ige a megfelelő végződéssel. Egyes szám második és harmadik személyben azonban, bár a B csoport szerint nem kellene előtagot alkalmazni, némelyik idő esetén mégis kell: a jövőben k vagy k’ (attól függően, hogy mással- és magánhangzóval kezdődik a ige), a közelmúltban pedig tz vagy tz’ az előtag. (Itt is az ige kezdődésétől függ, de van két kivétel: az ul (jön) és a iky hiába kezdődik magánhangzóval, mégis tz-t kell eléjük tenni.) Például a yolil (beszél) ragozása:
|                     | Távoli múlt   | Közelmúlt      | Éppen történő | Jövő           |
| ------------------- | ------------- | -------------- | ------------- | -------------- |
| Én                  | o chin yoline | ma chin yoline | nchin yoline  | ok chin yolile |
| Te                  | o yolina      | ma tzyolina    | nyolina       | ok kyolila     |
| Ő                   | o yolin       | ma tzyolin     | nyolin        | ok kyolil      |
| Mi (a hallgató nem) | o qo yoline   | ma qo yoline   | nqo yoline    | ok qo yolile   |
| Mi (a hallgató is)  | o qo yolin    | ma qo yolin    | nqo yolin     | ok qo yolil    |
| Ti                  | o che’ yoline | ma che’ yoline | nche’ yoline  | ok che’ yolile |
| Ők                  | o che’ yolin  | ma che’ yolin  | nche’ yolin   | ok che’ yolil  |

Ha az ige tárgyas (tranzitív), azaz a cselekvés valamire, valakire irányul, akkor az időt jelölő kezdődés után a mondat tárgyának számának és személyének megfelelő B csoport-beli előtagot kell beilleszteni, az igét pedig az alany számának és személyének megfelelő A-csoport-beli előtaggal kell ellátni.
Gyakori, hogy a B és az A csoport előtagja közé egy hozzáadott, az irányra utaló külön szót tesznek. Tizenegy ilyen iránymutató alapszó létezik:
| Szó  | Irány              |
| ---- | ------------------ |
| xi   | innen oda          |
| tzaj | onnan messzebb     |
| ul   | odaérve            |
| pon  | odaérve (messzebb) |
| kub’ | lefelé             |
| jaw  | felfelé            |
| el   | kifelé             |
| ok   | befelé             |
| kyaj | maradva            |
| aj   | visszatérve        |
| ik’  | elhaladva          |

Ezekből további összetett irányok is képezhetők, például kub’ + tzaj → ku’tz (lefelé arrafelé (messze)), ik’ + pon → ik’pon (elhaladva és odaérve).
Példa a k’a’sil (süt) ige ragozására az összetett okx iránymutató szóval:
|                     | Távoli múlt         | Közelmúlt            | Éppen történő   | Jövő                |
| ------------------- | ------------------- | -------------------- | --------------- | ------------------- |
| Én                  | o tz’okx nk’a’sine  | ma tz’okx nk’a’sine  | nokx nk’a’sine  | ok k’okx nk’a’sine  |
| Te                  | o tz’okx tk’a’sina  | ma tz’okx tk’a’sina  | nokx tk’a’sina  | ok k’okx tk’a’sina  |
| Ő                   | o tz’okx tk’a’sin   | ma tz’okx tk’a’sin   | nokx tk’a’sin   | ok k’okx tk’a’sin   |
| Mi (a hallgató nem) | o tz’okx qk’a’sine  | ma tz’okx qk’a’sine  | nokx qk’a’sine  | ok k’okx qk’a’sine  |
| Mi (a hallgató is)  | o tz’okx qk’a’sin   | ma tz’okx qk’a’sin   | nokx qk’a’sin   | ok k’okx qk’a’sin   |
| Ti                  | o tz’okx kyk’a’sine | ma tz’okx kyk’a’sine | nokx kyk’a’sine | ok k’okx kyk’a’sine |
| Ők                  | o tz’okx kyk’a’sin  | ma tz’okx kyk’a’sin  | nokx kyk’a’sin  | ok k’okx kyk’a’sin  |

Példa olyan esetre, amikor a tárgy nem egyes szám harmadik személyű: a (te) megütsz (engem) így hangzik: nchin ok tb’yo’na, az (ő) megütötte (őket, a mai napon) megfelelője: ma chi ok tb’yo’n. (Ezekben a példákban az ok az irányra utaló szócska.)

#### Imperfektív szemlélet
Az imperfektív igeszemléletet a toq szócska időjelölőhöz való hozzáadásával fejezhetjük ki:
| Példa                                      | Jelentése                                      |
| ------------------------------------------ | ---------------------------------------------- |
| Matoq jaw njaqo’ne                         | Azon volt, hogy kinyissa.                      |
| Matoq txi nlamo’ne                         | Azon volt, hogy meglökje.                      |
| Intoq nchin awan kjo’ne tej saq’pon jb’al. | Éppen kukoricát vetett, amikor eleredt az eső. |
| Intoq naq’unan tej sok ttx’emin tib’.      | Éppen dolgozott, amikor megvágta magát.        |
| Oktoq qo b’etile tu’n qqane.               | Úgy volt, hogy gyalog megyünk.                 |
| Oktoq qo xele ka’yil teya.                 | Úgy volt, hogy meglátogatunk téged.            |

#### Szenvedő szerkezet
- A szenvedő szerkezet múlt idejét az -et, -it végződéssel jelzik, például kyiẍil (halászik) → ma kyiẍit (ki lett halászva).
- A jelen időt vagy a -njtz végződéssel képzik (például awal (vet) → Nawanjtz kjo’n. (A szántóföldet bevetik. („A szántóföld bevetődik.”), vagy egy rövidebb raggal, ami háromféle lehet. Ha az a ritka eset fordul elő, hogy a szótő magánhangzója megnyúlik, akkor ez a rag a -j, más esetben -l, vagy ha az ige l-lel kezdődik, akkor -ch. Például k’ayil (elad) → Nk’ayj wakx tu’n tajuw. (A tehenet eladja a gazdája. („A tehén eladódik a gazdája által.”)), jyol (keres) → Njoyl k’wal kyu’n tman. (A gyereket keresik a szülei. („A gyerek keresődik / keresve van a szülei által.”)), loq’il (vásárol) → Nloq’ch lob’aj. (A gyümölcsöt megvásárolják. („A gyümölcs megvásárlódik.”))

#### Nem igével kifejezett létezés, állapot
Ha a mondat valamilyen állapotot vagy létezést állít, akkor nem igét kell használni, hanem szintén különféle előtagokat:
|                     | Állapot | Személy  | Létezés |
| ------------------- | ------- | -------- | ------- |
| Én                  | qin     | qin / in | in      |
| Te                  | –       | –        | –       |
| Ő                   | –       | –        | –       |
| Mi (a hallgató nem) | qo’     | qo’      | o’      |
| Mi (a hallgató is)  | qo’     | qo’      | o’      |
| Ti                  | qe      | qe       | e’      |
| Ők                  | qe      | qe       | e’      |

Például az állok, áll, állnak („álló állapotban vagyok, van, vannak”) így fejezhető ki: wa’lqine, wa’l, wa’lqe, az én (vagyok), ő (van), ők (vannak) így: ayine (aqine), a, aqe (ezekben ráismerhetünk a korábban már leírt személyes névmásokra), a vagyok, vagy, vagytok pedig atine, ata, ate’ye.

#### Felszólító mód
A tárgyatlan igék felszólító módját nem fejezik ki nyelvtani eszközökkel, csak más hanghordozással, hangerővel ejtik ki a mondatot. A tárgyas igéknél azonban az m vagy az n betűt toldják az igéhez: előbbit akkor, ha az igéhez nem tartozik irányt jelölő szó, vagy tartozik, de magánhangzóval kezdődik, utóbbit akkor, ha mássalhangzóval kezdődő iránymutató szó van az ige mellett. Például: Tzyumitza ttxu eky’. (Ragadd ki a tyúkot!) vagy Jak’untza tze’. (Húzd (onnan oda) a fát!)

### Határozószók
| Mit fejez ki | Szó                              | Jelentése        |
| ------------ | -------------------------------- | ---------------- |
| Hely         | txix, chix, na’j                 | ott              |
| Hely         | tzalu, tzalu’                    | itt              |
| Hely         | najchaq, leq’ch                  | távol            |
| Hely         | nqaku, nqayin                    | közel            |
| Mód          | chab’a, cheb’a                   | lassan           |
| Mód          | ojqel                            | gyorsan          |
| Mód          | mixininj                         | hirtelen         |
| Mód          | ikylu’                           | így              |
| Mód          | teq’x, b’a’n                     | jól              |
| Mód          | o’kx                             | csak             |
| Megerősítés  | ikju’, kja’tun                   | igen, így van    |
| Megerősítés  | oki, ok                          | igen, lehetséges |
| Tagadás      | na’m, na’nx                      | még nem          |
| Tagadás      | miẍti’x, nti’                    | semmi            |
| Tagadás      | mya’, mi’n                       | ne               |
| Kétség       | qajlo, b’ala                     | talán            |
| Idő          | te qoniky’an                     | éjjel            |
| Idő          | te prim, qlixje, te qlax, xle’ja | reggel           |
| Idő          | aj, ok                           | amikor (jövőben) |
| Idő          | tej                              | amikor (múltban) |
| Idő          | ewe, ewi                         | tegnap           |
| Idő          | ja’lin                           | ma               |
| Idő          | najchi’j                         | holnap           |
| Idő          | prim, qlax, xle’ja               | korán            |
| Idő          | majx                             | mindig           |
| Idő          | ‑j                               | ... nap múlva    |
| Idő          | ‑eje                             | ... napja        |
| Idő          | ‑ab’                             | ... év múlva     |
| Idő          | ‑ab’i                            | ... éve          |

### Partikulák

#### Tagadó partikulák
| Partikula     | Jelentése               | Példa                                                     | Példa jelentése                                            |
| ------------- | ----------------------- | --------------------------------------------------------- | ---------------------------------------------------------- |
| mlay / mi’n   | nem (jövőben)           | Mlay chin amete qu’n ok k’elix jset ch’i’n t-xol nkojine. | Nem lesz időm, mert a szántóföldemen fogok gyomot kapálni. |
| mixti’ / nti’ | nem (múltban, jelenben) | Mixti’ wojtzqi’n weye jun aj matz’ tzalu’.                | Nem ismerek itt gonosz varázslót.                          |
| mi’n          | ne!                     | Mi’n che’ exe pe’n.                                       | Ne menjenek ki!                                            |

#### Kérdő partikulák
| Partikula                 | Jelentése        | Példa                                           | Példa jelentése                       |
| ------------------------- | ---------------- | ----------------------------------------------- | ------------------------------------- |
| titi’ / ti’               | mi, mit?         | Titi’ xb’ajteya?                                | Mit csináltál?                        |
| ja                        | hol? hova?       | Ja tx’anjiya si’wil?                            | Hova mentél fát vágni?                |
| jatu’mel                  | hol? hova?       | Jatu’mel xkub’ tz’aqa tze’?                     | Hol dőlt ki a fa?                     |
| se’n / tza’n              | hogyan?          |                                                 |                                       |
| jtoj                      | mikor? (jövőben) | Jtoj qo’qex aq’unal?                            | Mikor megyünk dolgozni?               |
| jtoje                     | mikor? (múltban) | Jtoje kyim twaxaka?                             | Mikor döglött meg a tehened?          |
| jte’                      | mennyi?          | Jte’ tk’wala at?                                | Hány gyereked van?                    |
| jnik’                     | mekkora?         | Jnik’ tjaya?                                    | Mekkora a házad?                      |
| alkye                     | ki?              | Alkye sok peq’ante txin?                        | Ki ütötte meg a lányt?                |
| ti qu’n / tu’n teqa       | miért?           | Tu’n teqa mi’n ẍe’ ul k’wal tuj jaxnaq’tzab'il? | Miért nem jöttek a gyerekek iskolába? |
| al u’n / al qu’n / alqu’n | mivel?           | Al u’n xkub’a ttx’eminiya tq’ob’ tze’?          | Mivel vágta le a fa ágait?            |

#### Megerősítő partikulák
| Partikula | Jelentése                      |
| --------- | ------------------------------ |
| jo’       | igen, így van                  |
| tzun      | igen                           |
| ok        | igen (jövőben)                 |
| may       | igen (közelmúltban)            |
| jaku’     | lehet (pl. meg lehet csinálni) |

#### Névelők
A mamban nincs határozott névelő, csak határozatlan, amelynek egyes számú alakja, mint magyarul is, megegyezik az egy számnévvel: jun, például: Ma tzaj tlaq’o’n Xwan jun xb’alin. (Juan vásárolt egy ruhát.) Van viszont egy többes számú határozatlan névelő is, aminek három, egymással felcserélhető alakja van: a junjun, a kab’e és a jte’, például: Ma tzaj o’yin kab’e qlo’ye. (Gyümölcsöket ajándékoztak nekünk.)

#### Alárendelő partikulák
| Partikula  | Jelentése                 | Példa                                            | Példa jelentése                                               |
| ---------- | ------------------------- | ------------------------------------------------ | ------------------------------------------------------------- |
| tej        | amikor                    | Ma’toq kyim tej qpone.                           | Már meghalt, amikor odaértünk.                                |
| aj         | amikor (múltban, jövőben) | Atoq kub’ b’aj kyaq’une aj tpon b’aj amb’il.     | Addigra már el kell készülniük a munkával, mire lejár az idő. |
| qa         | ha                        | Qa mixti’te si’, nqoxe b’u’chil tuj chi k'ul.    | Ha nincs fa, gyűjtünk rőzsét.                                 |
| qu’n       | mivel                     | B’u’yan nqane qu’n nimtaq ẍin b’ete tujile ab’j. | Fáj a lábam, mivel sokat mentem köveken.                      |
| ja / jatum | ahol                      |                                                  |                                                               |

Az alárendelt mondatrészben a mellékmondatban a B csoport előtagjai elé egy-egy betűt kell tenni a számtól és személytől függően, vagy ha az előtag ch-val kezdődik, akkor azt megváltoztatni. Egyes szám második és harmadik személy esetén a betű attól is függ, hogy az ige magán- vagy mássalhangzóval kezdődik.
|                     | Betű     | Főmondat példa         | Mellékmondat példa | Főmondat jelentése | Mellékmondat jelentése |
| ------------------- | -------- | ---------------------- | ------------------ | ------------------ | ---------------------- |
| én                  | ẍ        | Ma jaw seky’puj tx’yan | tej ẍin ule.       | A kutya megijedt,  | amikor jöttem.         |
| te                  | s vagy x | Ma jaw seky’puj tx’yan | tej sula.          | A kutya megijedt,  | amikor jöttél.         |
| ő                   | s vagy x | Ma jaw seky’puj tx’yan | tej sul.           | A kutya megijedt,  | amikor jött.           |
| mi (a hallgató nem) | x        | Ma jaw seky’puj tx’yan | tej xqo ule.       | A kutya megijedt,  | amikor jöttünk.        |
| mi (a hallgató is)  | x        | Ma jaw seky’puj tx’yan | tej xqo ul.        | A kutya megijedt,  | amikor jöttünk.        |
| ti                  | ẍ        | Ma jaw seky’puj tx’yan | tej ẍe ule.        | A kutya megijedt,  | amikor jöttetek.       |
| ők                  | ẍ        | Ma jaw seky’puj tx’yan | tej ẍe ul.         | A kutya megijedt,  | amikor jöttek.         |

#### Kötőszók
| Kötőszó               | Jelentése    | Példa                                                                                            | Példa jelentése                                                      |
| --------------------- | ------------ | ------------------------------------------------------------------------------------------------ | -------------------------------------------------------------------- |
| b’ix                  | és           | At mortx’i’x chi’ b’ix at k’a.                                                                   | Van édes mortx’i’x gyümölcs és van keserű.                           |
| mo, moqa              | vagy         | Najchaq ntzaja te ch’e’mo’l najb’en qu’ne te b’inchab’il chaq ti’xti’ nku’jo chi’l moqa pasb’il. | Messziről hozzuk a vesszőket, amiből kosár vagy kalap készül.        |
| ikx                   | is           |                                                                                                  |                                                                      |
| tu’ntzun, qu’mtzum    | ezért, azért | Il ti’j tuj kyok k’wal tuj kawb’il, tu’ntzun kyanq’il tuj tb’anil.                               | Szükséges az új nemzedékek oktatása, azért, hogy békében élhessenek. |
| i’chaqj, maske        | bár          | Maske mi’n saj tq’uma’na weye, matxi pon tuj nnab’ile.                                           | Bár nem mondta, én már kitaláltam, mi az.                            |
| noq aju’, noqtzan ajo | de           | Ul jun q’anil a ab’q’ijo, noqtzan ajo naq kab’ exjaw ten.                                        | Abban az évben jött egy orvos, de csak két hétig volt.               |
| b’ala, qajlo          | talán        | Qa m ache’ ul jwe’ qonile, b’ala ok kyb’antil qaq’une ja’lin.                                    | Ha jön az öt segítőnk, talán befejezzük ma a munkát.                 |

#### Kicsinyítő partikula
A kicsinyítéshez a mam nyelvben a tal partikulát használják, amit a főnév elé tesznek, például: tx’yan (kutya) → tal tx’yan (kiskutya, kutyus), chej (ló) → tal chej (kis ló, lovacska).

### Képzők

#### Főnévképzők
- Az igék tövéből -il végződéssel vagy aj- előtaggal kapjuk annak az embernek a nevét, aki az ige által jelölt tevékenységet végzi, például q’an(il) (gyógyít) → q’anil (gyógyító ember, orvos), tz’ib’il (ír) → ajtz’ib’il (írnok, titkár(nő)).
- Főnév képezhető a -b’il képzővel is, a képzett szó olyan helyet vagy eszközt jelent, ahol vagy amivel az adott tevékenységet végzik, például yolil (beszél) → yolb’il (telefon), ewil (elrejtőzik) → ewb’il (rejtekhely).
- Maga az ige -al, -il vagy -ol végződéssel magát a tevékenységet jelenti, például aq’unal (dolgozás).
- Ha melléknévhez kötjük az -il végződést, akkor a magyar -ság, -ség megfelelőjét kapjuk, például q’eq (fekete) → tq’eqil (valaminek a feketesége).

#### Melléknévképzők
- A magyar -i (valahonnan származó) formájú mellékneveket egy külön írt aj szóval lehet képezni, például I’tzal (San Ildefonso Ixtahuacán) → aj i’tzal (San Ildefonso Ixtahuacán-i).
- Befejezett melléknévi igenevet tranzitív igék esetén egy -’n, intranzitív esetben -ni vagy -naq képzővel kapunk, például laq’ol (vásárol) → laq’o’n ((meg)vásárolt (dolog)), kyimil (meghal) → kyimni (halott), q’ayil (megrohad) → q’aynaq (rohadt). (Az első esetben még egy maj szót is utána lehet tenni.)
- Állapotot, helyzetet jelző melléknév képzője a -l vagy a -ch, például wa’b’il ((lábra) állít) → wa’l (áll(ó helyzetben van)), ẍalch (meztelen).
- A tulajdonságot (pl. alakot leíró) melléknevek -in-re végződnek, például tolin (kerek), jikin (egyenes).
- Ha egy melléknévvel azt akarjuk kifejezni, hogy egy tulajdonság csak „kicsit”, „mérsékelten” igaz, akkor egy olyan képzőt kell használni, aminek első betűje a melléknév első mássalhangzójával azonos, utána pedig egy -oj végződés következik, például saq (fehér) → saqsoj (kicsit fehér, fehéres), q’an (sárga) → q’anq’oj (kicsit sárga, sárgás).
- Ha pedig nyomatékosítani akarjuk, vagyis azt kifejezni, hogy a tulajdonság „nagyon” igaz, akkor egy -xix képzőt kell alkalmaznunk, például kyuw (kemény) → kyuwxix (nagyon kemény).

#### Igeképzők
- Melléknévből az -ix végződéssel képezhető ige, például kyeq (piros) → Ma txi’ kyeqix. (Megpirosodott.)

## Fontos szavak, kifejezések
| Szó, kifejezés    | Jelentése           | Példa                                                 | Példa jelentése                                  |
| ----------------- | ------------------- | ----------------------------------------------------- | ------------------------------------------------ |
| B’a’ntz q’ij.     | Jó napot!           |                                                       |                                                  |
| Qa’lte.           | Jó napot! (délután) |                                                       |                                                  |
| Ta’lte.           | Jó éjszakát!        |                                                       |                                                  |
| qina / chinej     | viszlát             |                                                       |                                                  |
| chjonte / chjonta | köszönöm            | Chjonta ch’in nk’a’ya matzaj tq’o’na.                 | Köszönöm az italt, amit adtál.                   |
| b’ib’aj           | név                 | Ti’ tb’iya? Iẍchel nb’iye.                            | Mi a neved? A nevem Iẍchel.                      |
| tab’q’i           | születésnap         | Jte’ tab’q’iya?                                       | Hány éves vagy?                                  |
| ma’               | igen                |                                                       |                                                  |
| mi’               | nem                 | Mi’, miti’ tkub’ tib’aj k’ub’u’j.                     | Nem, a könyvespolcon nincs semmi.                |
| ex                | és (felsorolásban)  | Atzun toj b’inchwab’il at k’wab’il, laq ex qe k’wil.  | A konyhában poharak, tányérok és fazekak vannak. |
| ja’lin            | ma                  | Mixti’x x’e’ ul kye qaq’unale ja’lin.                 | Ma nem jöttek a dolgozóink.                      |
| ewi               | tegnap              | Nwoyin tqan q’ij’ ja’lin, atzan te ewi muj te q’witz. | Ma erősen süt a Nap, de tegnap felhős idő volt.  |
| at                | van                 | Junk’al laj q’uqb’il at toj jaxnaq’tzb’il.            | Az iskolában 30 pad van.                         |

## Szókincs
A mam nyelv „eredeti” szavai főként a régi mindennapi élettel kapcsolatosak, kiemelkedően sok szó van a nyelvben mezőgazdasági eszközökre, terményekre, eljárásokra. Azonban a mamoknak számos modern fogalomra is van saját szavuk, a számítógép például xk’utz’ib’, a mixer (konyhai robotgép) chukb’il, a hűtőszekrény chewsab’il, a fagyasztószekrény saqb’aqb’il, a labdarúgás pedig xpo’tzil.

### Jövevényszavak
A mam nyelvbe főként a spanyolból kerültek át jövevényszavak. Az ilyen főnevek aszerint, hogy betűik között milyen sorrendben helyezkednek el a magánhangzók (V) és mássalhangzók (C), hétféle csoportba sorolhatók. Az alábbi táblázat mindegyikre egy-egy példát mutat.
| Típus    | Mam nyelvű szó | Spanyol eredetije | Jelentés   |
| -------- | -------------- | ----------------- | ---------- |
| CVC      | bas            | vaso              | pohár      |
| CCVC     | bsin           | vecino            | szomszéd   |
| CVCCVC   | kantel         | candela           | gyertya    |
| CVCVCVCC | jorament       | juramento         | eskü       |
| CVCC     | tiyr           | tigre             | tigris     |
| CVCV     | pale           | padre             | atya (pap) |
| CVCVCVC  | polisiy        | policía           | rendőrség  |

## Wikipédia mam nyelven
A Wikipédia egyelőre nem érhető el mam nyelven, de a Wikimedia „keltetőjében” már létezik egy tesztrendszer néhány mam nyelvű szócikkel. Amint lesz benne elegendő értékes tartalom, létrejöhet a Wikipédia mam változata.

## Hangminták
Néhány példa mam nyelvű beszédre, dalra:
- Bűncselekmények áldozatainak jogainak ismertetése (1:20 és 3:05 között felirat is van) (YouTube)
- Mam nyelvű rapszám (YouTube)
- Mam beszélő szótár (kevés szóval)